# 이철희 사변폭발 태극기
이철희 사변폭발 태극기(李鐵熙 事變爆發 太極旗)는 충청남도 천안시 목천읍, 독립기념관에 있는 태극기이다. 2008년 8월 12일 대한민국의 국가등록문화재 제393호로 지정되었다.

## 개요
한국전쟁 당시 특무상사 이철희의 태극기이다. 국군의 애국정신과 투철한 군인정신이 생생하게 표출되어 있고 치열했던 남·북의 진군경로 등이 기록되어 있어 한국전쟁사를 연구하는 데 귀중한 자료이다.

## 참고 자료
- 이철희 사변폭발 태극기 - 국가유산청 국가유산포털